# アニヴェルセル みなとみらい横浜

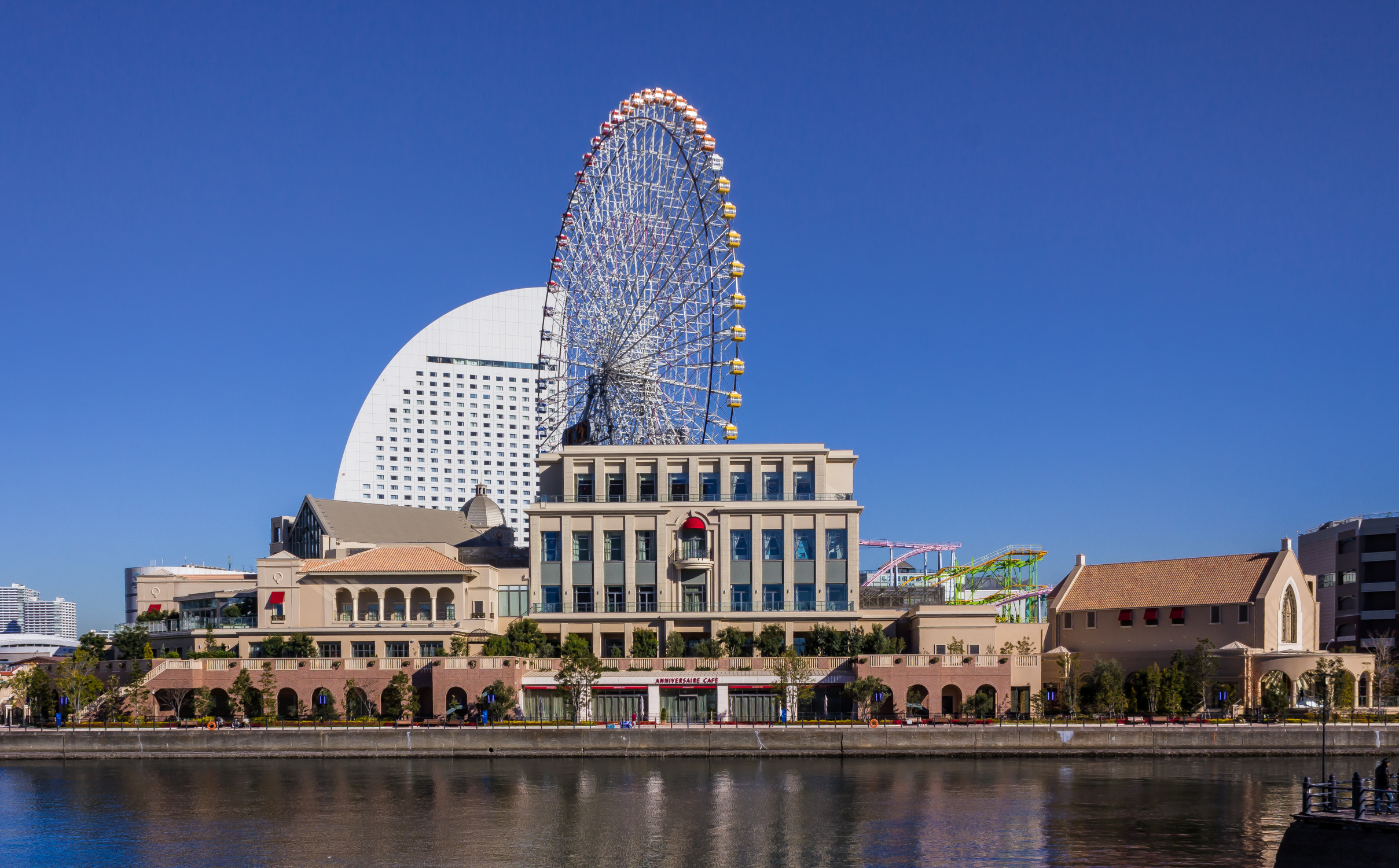
アニヴェルセル みなとみらい横浜

アニヴェルセル みなとみらい横浜（アニヴェルセル みなとみらいよこはま）は、神奈川県横浜市中区新港にあるブライダル施設（結婚式場）。運営会社はAOKIホールディングスグループのアニヴェルセルで、同社の旗艦店となっている。

## 概要

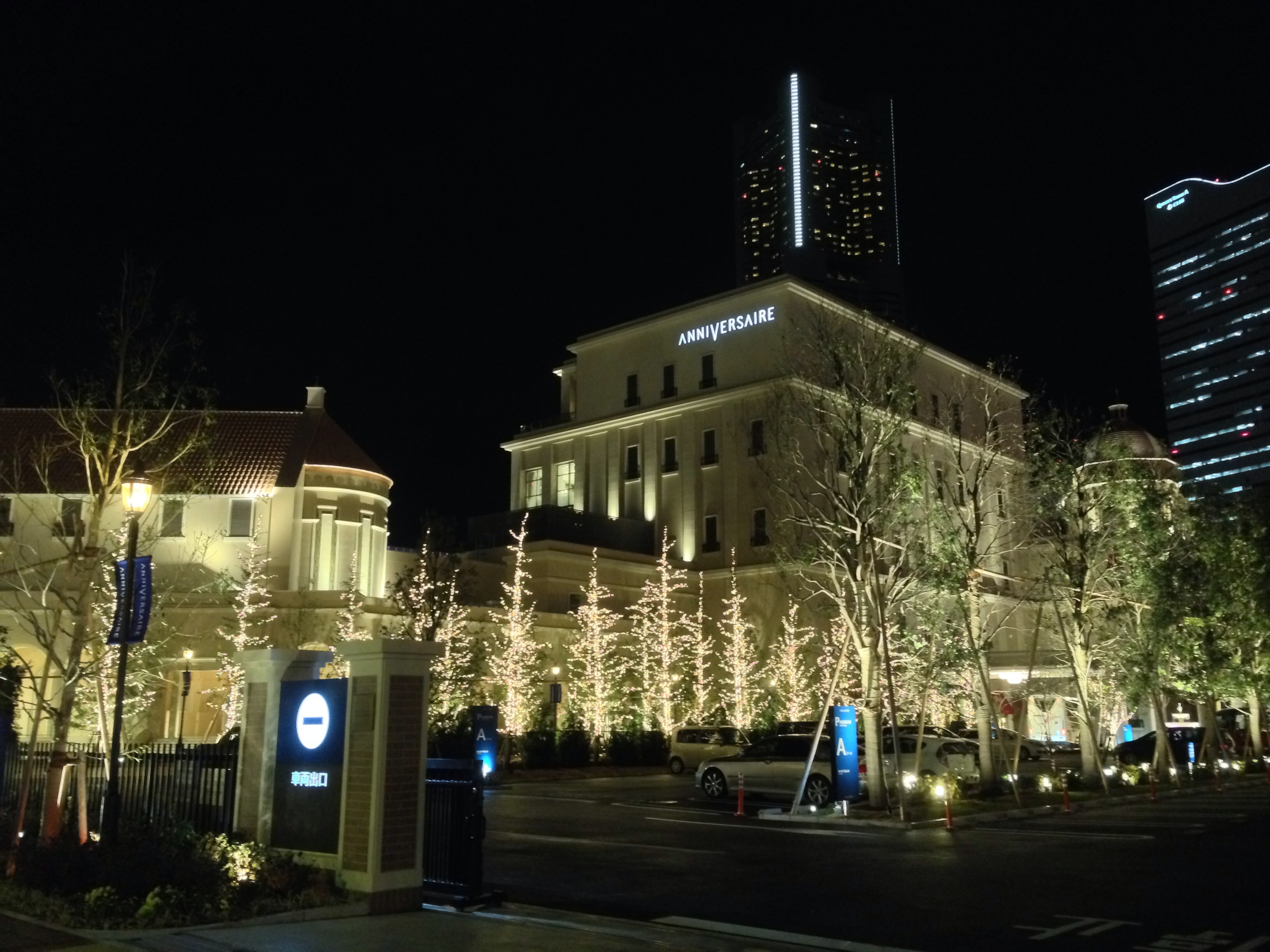
日没後の式場ライトアップ

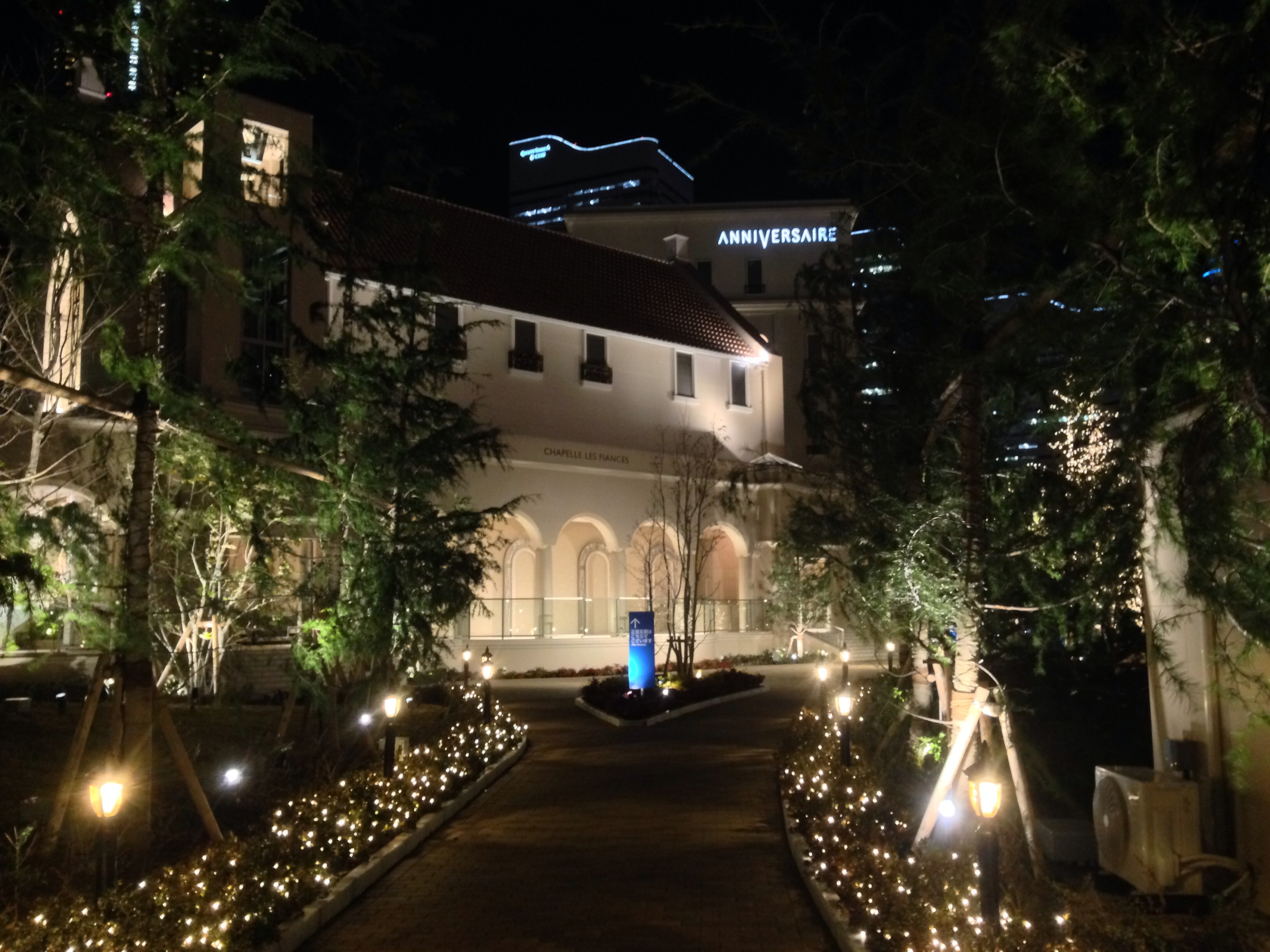
式場通路

横浜随一の観光・デートスポットとなっているみなとみらい地区内にて、コスモクロック21（観覧車）などがある遊園地「よこはまコスモワールド」の隣接地（16街区）に2014年2月16日グランドオープン。なお、当式場は恒久施設ではなく同街区における30年間の定期借地を前提として計画されている。建物は5階建てで延べ床面積約17,000m2。2つのチャペルと7つのバンケット（披露宴会場）から構成され、みなとみらいの街を訪れる一般の人々からも祝福される「開かれたウエディング」をテーマとしている。日本国内最大規模の結婚式場であり、アニヴェルセルが展開する結婚式場としては14ヶ所目となる。
当式場利用者以外の一般客も利用でき、テラス席もあるパリスタイルのオープンカフェ「アニヴェルセル カフェ」（後述）を併設している。こちらのカフェは結婚式場に先駆けて、2013年12月12日に先行オープンした。
みなとみらい地区内では当式場の他にも、2013年11月に当式場の近接地（11-2街区）に開業した「グランドオリエンタルみなとみらい」というブライダル施設があり、2016年3月には同じく近接地（4街区）の「MARINE & WALK YOKOHAMA」内にウェディングゲストハウス「BAYSIDE GEIHINKAN VERANDA minatomirai（ベイサイド ゲイヒンカン ヴェランダ ミナトミライ）」がオープンしている。さらに同地区内のホテルでもブライダル（結婚式）関連プランを強化するなど、ブライダル産業が盛り上がりを見せている。
当式場の着工前には、計画時点の建物の外観などが地域の景観にそぐわないとして、横浜市市長の諮問機関である「都市美対策審議会」（都市美審）から異議が出され、景観論争となった（詳細は#景観問題を参照）。最終的に問題となった建物（チャペル塔）の高さや外観デザインの修正が行われている。

## 式場・挙式スタイルの特徴
詳細は「公式ウェブサイト」を参照。
チャペル・バンケット
チャペルは木々に囲まれた「FOREST MAISON」と高台の「OCEAN VILLA」の2つのスタイルから選べる。バンケット（披露宴会場）もそれぞれ数種類（2つのスタイルを合わせると全7種類）から選択可能で、壁面に映像を浮かび上がらすことができる最新技術のプロジェクションマッピングを備えたバンケットもある。
ページェント
当式場前にある汽車道を使用して、式場の参列者の他にみなとみらいの街をたまたま訪れている人々にも祝福してもらうことが可能なページェントスタイルを取り入れている。

## アニヴェルセル カフェ
当式場に併設され、2013年12月12日に先行オープンとなった「アニヴェルセル カフェ」の2号店。
式場利用者に限らず一般客も利用可能である。ただし、駐車場に関しては式場に併設されている予約制の駐車場ではなく、近隣の駐車場を使うように「公式ウェブサイト（カフェページ）」でアナウンスされている。
- 営業時間：11:00 - 22:00（ラストオーダーはフード21:00/ドリンク21:30、年中無休）
- 席数：店内52席/テラス84席

## 所在地・アクセス
神奈川県横浜市中区新港2-1-4
- みなとみらい線「みなとみらい駅」から徒歩約7分。
- JR「桜木町駅」から徒歩約8分。

## ギャラリー

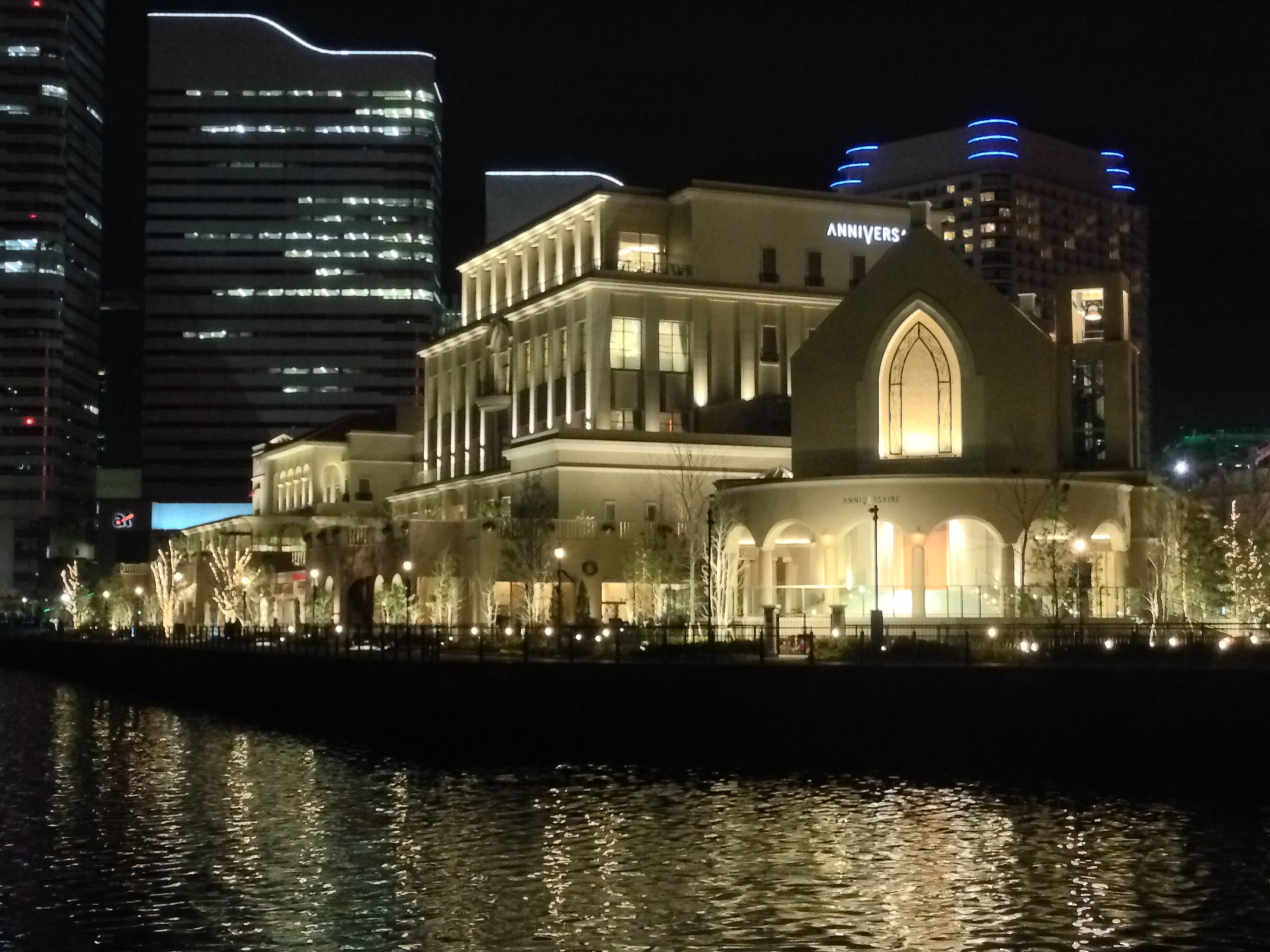
汽車道側からの外観
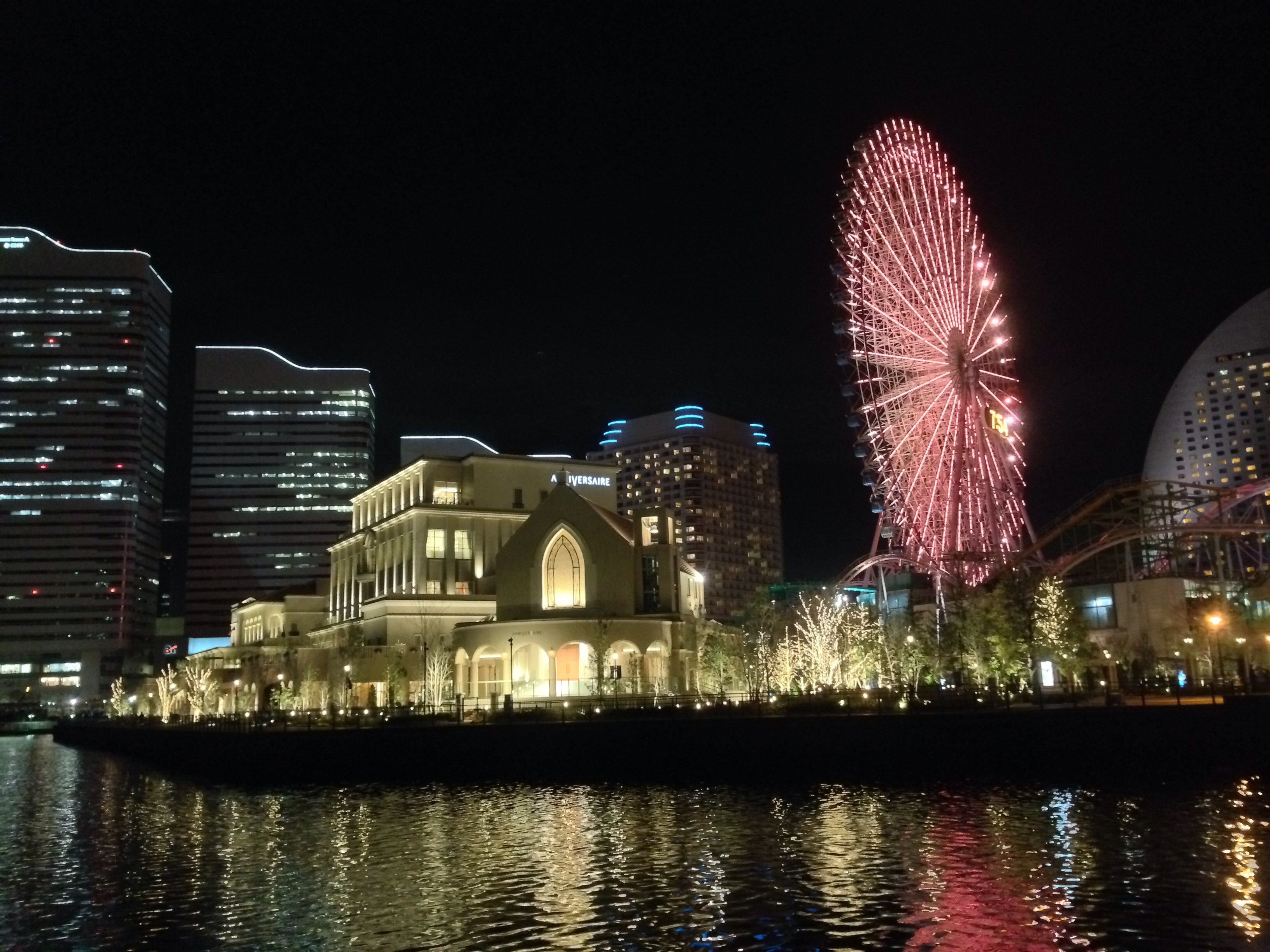
式場外観と観覧車「コスモクロック」
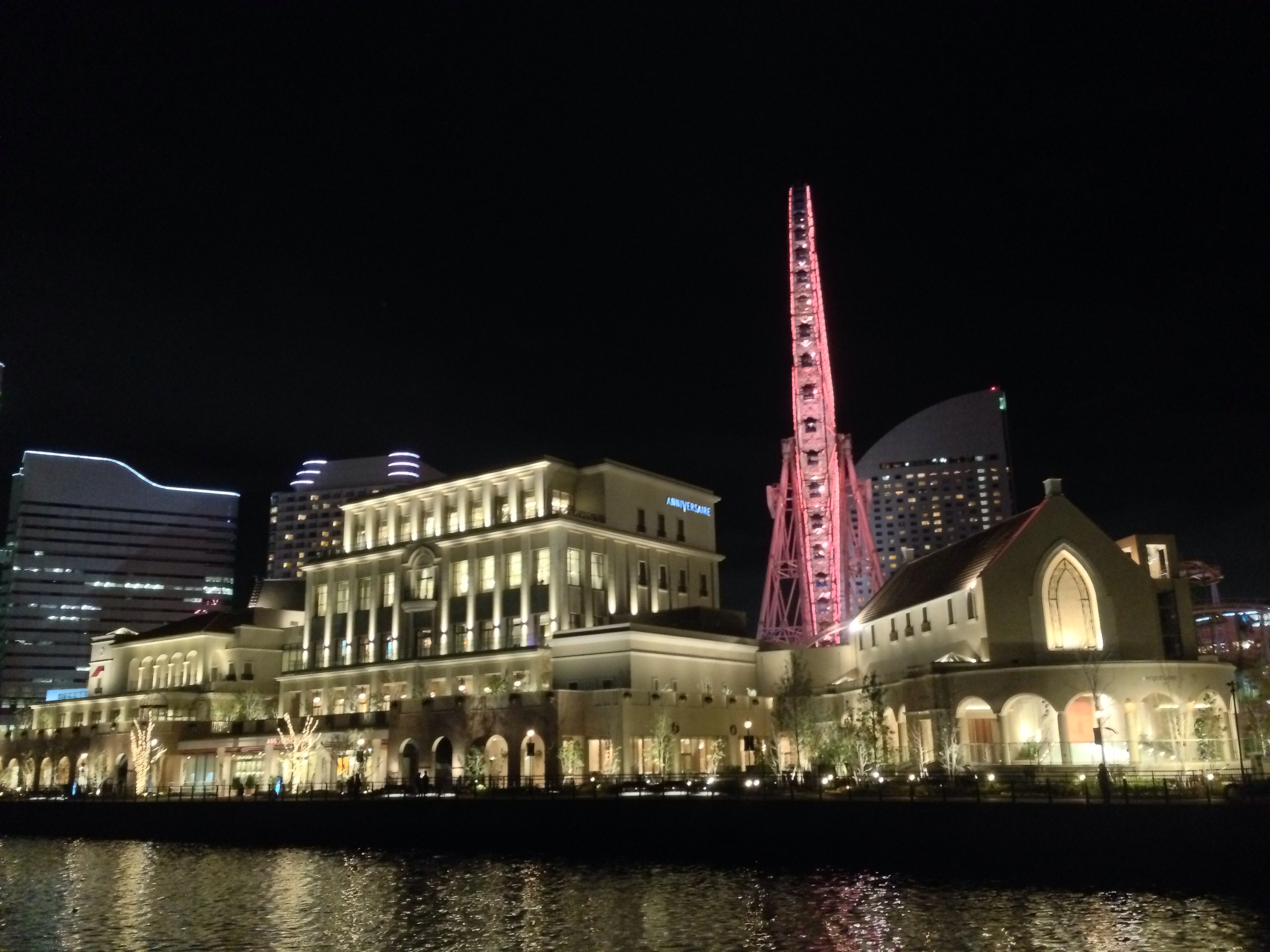
式場とコスモクロック、別の角度より
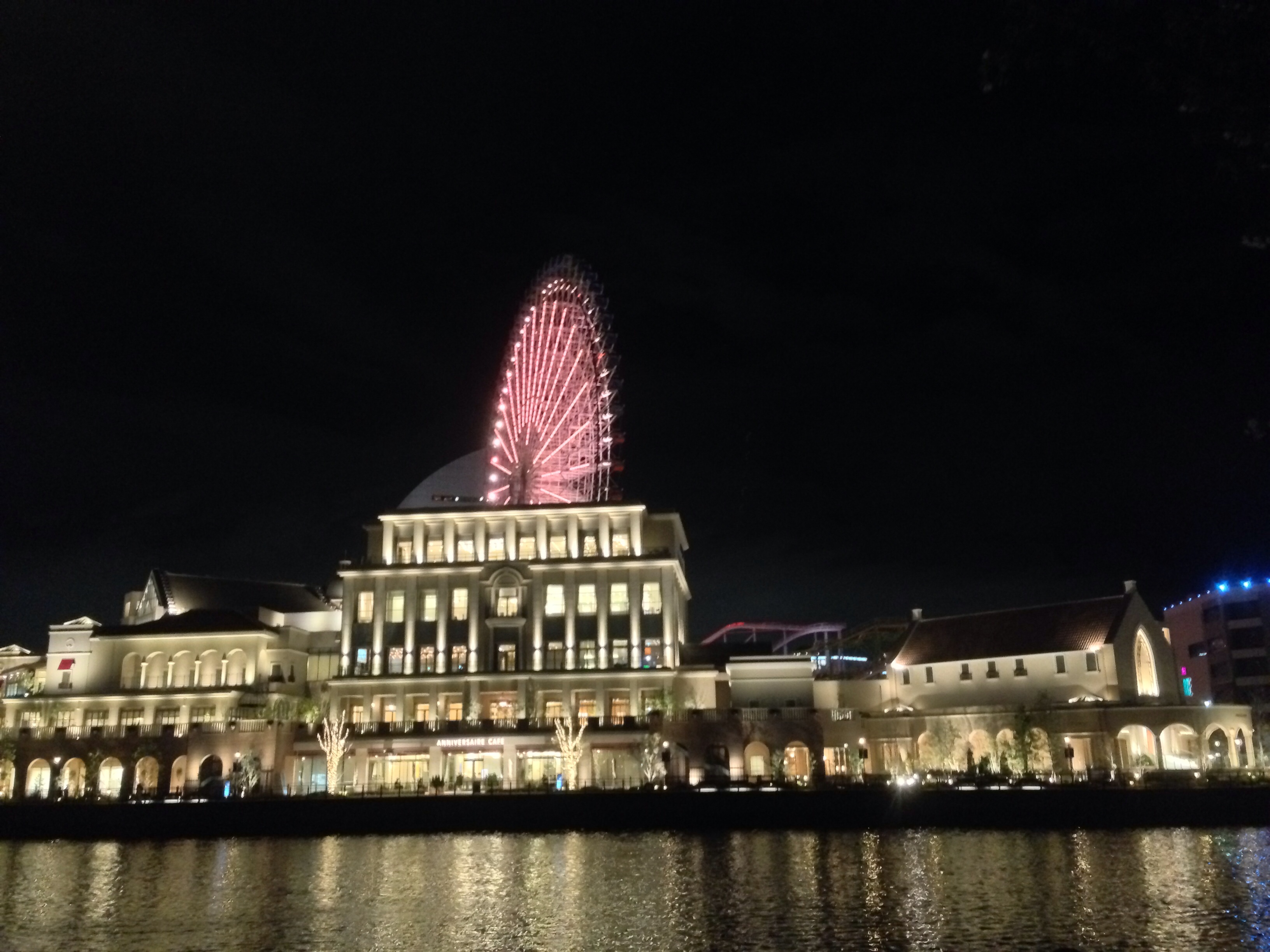
同じく別の角度より
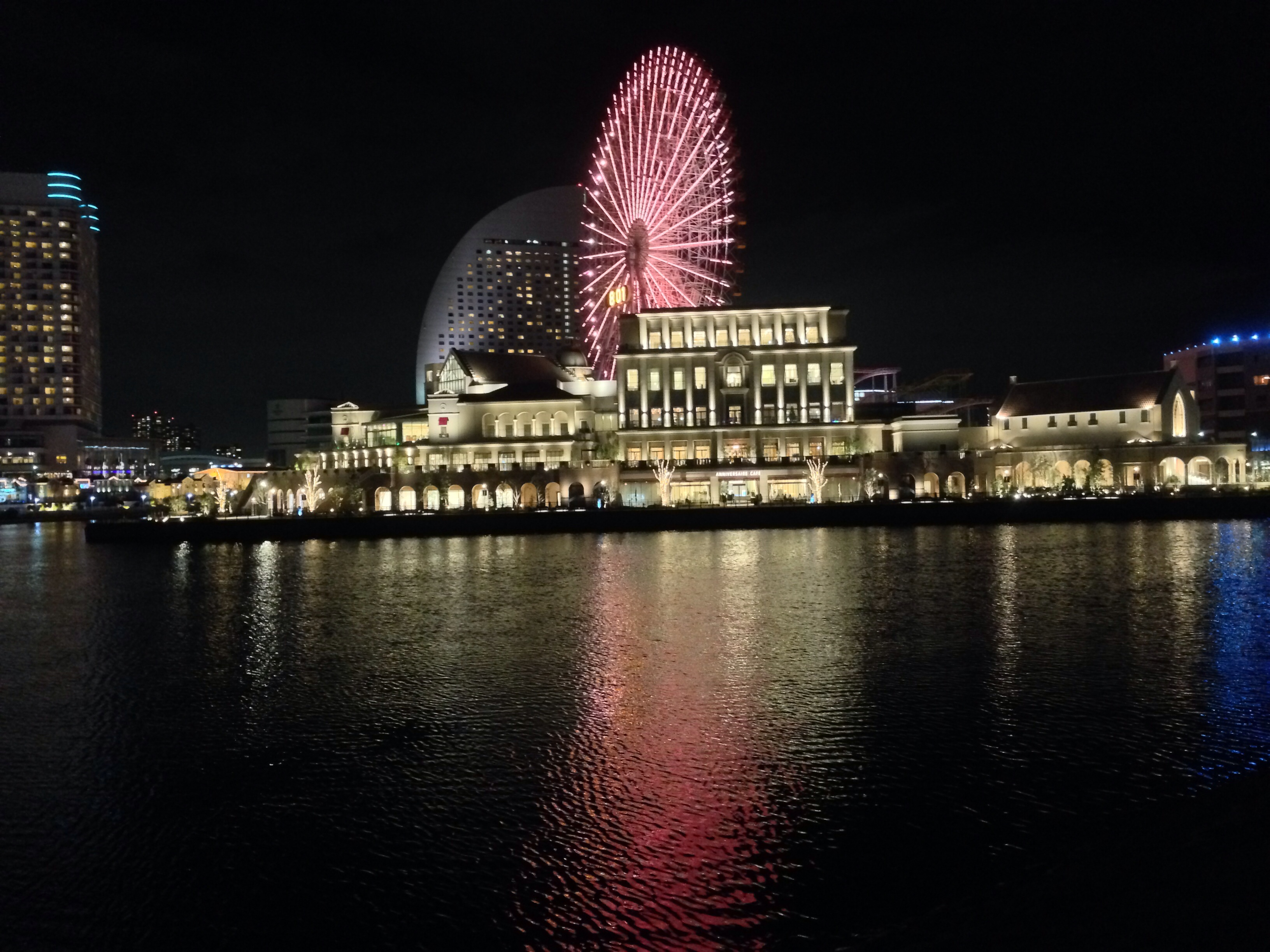
式場とコスモクロックが汽車道前の水面に浮かぶ
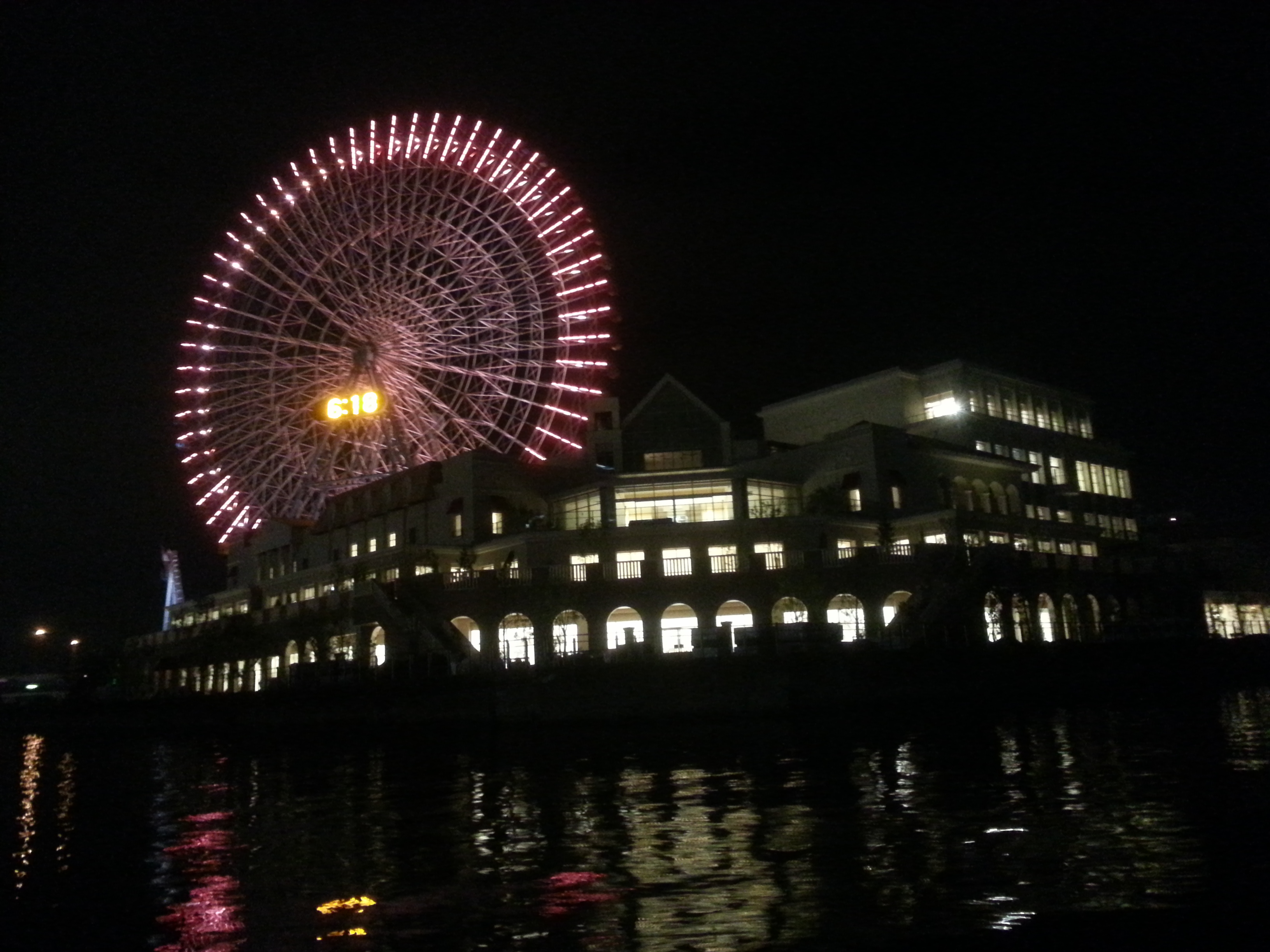
水上バスより、グランドオープン前の2013年10月に撮影

## 景観問題
2012年1月にアニヴェルセル側が当式場の計画時点における外観パースを提示すると、横浜市市長の諮問機関「都市美対策審議会」（景観審査部会、以下「都市美審」）は提示された外観などが地域の景観にそぐわないとして否定的な見解を示し、景観論争に発展した。なお、都市美審の委員メンバーは専門家や商工会議所、その他の市民などから選ばれている。
みなとみらい地区の新港地域では従来より「新港地区街並み景観ガイドライン」が定められており、近代港湾発祥の地として歴史性を継承し景観に配慮した街並みが形成されてきた経緯がある。また、市が定める「横浜市魅力ある都市景観の創造に関する条例」により同地域では開発前に都市景観協議が義務付けられている。同条例では協議にあたって都市美審の意見を聞くように定められており、今回の都市美審の審査もその一環で行われた。
都市美審が問題点として挙げるのは
- 建物（チャペル塔）の高さなど周囲への圧迫感や塔の形状
- 質感のあるチープな塗装
- 様々な時代・地域の建築デザインの模倣と混在
- 歩道からの景観

などである。これに対して同年3月までにアニヴェルセル側により建物の高さや色調など一部の修正は行われたが、都市美審側は「修正が不十分」としており先行きが不透明な状況が続いていた。また協議には法的拘束力がなく、この時点ではアニヴェルセル側が協議を打ち切って開発の継続も可能な状況であった。そして着工予定時期を2ヶ月前に控えた同年5月までにアニヴェルセル側が協議の打ち切りを申し出ており、協議は不調に終わっている。
恒久施設の開発において事業者に土地が売却となる際には、土地の公募時における事業者側に対する開発条件（要項）として前述の景観ガイドラインの遵守が規定されており、同ガイドラインに沿った厳しい審査などによって時間をかけて協議が行われるが、今回のように一時的な貸し付け（借地権）によって事業者に土地を貸与した上で計画された施設の場合には、（当問題が発生した時点の現状では ）あまり時間をかけずに部分的な協議のみが行われているため、景観ガイドラインに沿った開発計画へと導くのが難しい側面も浮き彫りにしている。
前述の通り協議は不調に終わったもののその後も調整を重ねた結果、同年8月に「変更協議申出書」がアニヴェルセル側によって提出された。この申し出ではこれまでの協議を踏まえた外観デザインの変更などが行われており、これにより景観ガイドラインとの整合もされていると判断できることから横浜市側は「景観協議が調った」と同社に通知、加えて同月末までに定期借地契約の締結を行うことが横浜市により公表された。今回の（大幅な）修正に対して都市美審の卯月盛夫部会長（早稲田大学教授）も「十分とは言えないが、一定の評価」をしている。その一方で、卯月は「事前協議の進め方に大きな課題を残しており、問題の再発防止のため制度の見直しなども含めて改善を図っていきたい」とコメントを発表している。
外観デザインなどの修正ポイント
- 周辺の地域との調和を図るためデザインコンセプトを見直し、「フレンチデザインの現代風アレンジ」とした。
- 壁や屋根にガラス・メタル素材を採用してモダン風とし、開放性を高めた。
- 地域のシンボルである横浜赤レンガ倉庫を引き立たせるため、建物全体を淡い色調に調整した。
- また色調は低中層部と高層部で変えており、建物の圧迫感を低減した。
- 閉鎖的であった建物外周のフェンスを取りやめた。
- 夜間照明は低層部を中心として、水面への映り込みも留意されている。

当式場における当初の計画では2012年7月の着工、2013年8月の竣工（2013年秋開業）を予定していたが、上述の景観問題により着工が2ヶ月ほど遅れ最終的には2012年9月の着工、2013年11月の竣工（2014年2月開業）となった。

## その他
当式場の敷地には以前、暫定施設のカーチス（旧ライブドアオート）があった。また隣接地のよこはまコスモワールド（15街区・暫定施設）も時期は未定だが、当式場と同じくいずれ恒久施設の開発が行われる場所である。